# Ryukuaster
Ryukuaster is een geslacht van zeesterren uit de familie Goniasteridae.

## Soort
- Ryukuaster onnae Mah, 2007